# Zvenella modesta
Zvenella modesta är en insektsart som beskrevs av Andrej Vasiljevitj Gorochov 2002. Zvenella modesta ingår i släktet Zvenella och familjen syrsor. Inga underarter finns listade i Catalogue of Life.